# Monte Rotondo
De Monte Rotondo (Corsicaans: Monte Ritondu) is met een hoogte van 2622 meter de op een na hoogste berg van Corsica, na de Monte Cinto. De granieten berg ligt in het Franse departement Haute-Corse, even ten zuiden van de Monte Cinto en de Paglia Orba.